# Álarcos búvárcsibe
Az álarcos búvárcsibe (Heliopais personatus) a madarak osztályának darualakúak (Gruiformes) rendjébe, a búvárcsibefélék (Heliornithidae) családjába és a Heliopais nemhez tartozó egyetlen faj.

## Rendszerezése
A fajt George Robert Gray angol zoológus írta le 1849-ben, a Podica nembe Podica personata néven. Használták a Heliopais personata nevet is.

## Előfordulása
Ázsiában, Banglades, Kambodzsa, India, Indonézia, Laosz, Malajzia, Mianmar, Szingapúr, Thaiföld, Vietnám területén honos. A természetes élőhelye a szubtrópusi vagy trópusi mangroveerdők, édesvizű tavak, mocsarak, folyók és patakok környéke. Állandó, nem vonuló faj.

## Megjelenése
Testhossza 43–55 centiméter.